# Cesare Siepi
Cesare Siepi (Milão, 10 de fevereiro de 1923 - Atlanta, 6 de julho de 2010) foi um cantor de ópera italiano, considerado como um dos mais refinados baixo profundos do período pós-guerra. Sua voz era caracterizada por um timbre profundo e caloroso e um registro-agudo sonoro e vibrante. No palco, seu físico, sua presença e sua elegância de fraseado fez dele um Don Giovanni natural, dentre seus muitos outros papéis.

## Início da carreira
Nascido em Milão, começou a cantar como membro de um grupo madrigal. Sempre afirmava ser um autodidata, tendo freqüentado o conservatório de música em sua cidade-natal apenas por um curto período. Sua carreira operística foi interrompida pela II Guerra Mundial. Após seu début em 1941, (em Schio, perto de Veneza, como Sparafucile em Rigoletto), Siepi, sendo oponente do regime fascista, mudou-se para a Suíça.
Após o fim da Guerra, sua carreira, imediatamente, decolou. O sucesso como Zacarias, em Nabucco, no Teatro La Fenice de Veneza, teve como conseqüência o primeiro de muitos contratos no Scala de Milão. Suas primeiras atuações no Scala foram em papéis de baixo verdiano, a saber, o papel-título do Mefistófele de Boito, regido por Toscanini, como Colline em La bohème, e em La Gioconda, La favorita, e I puritani.

## Sucesso internacional
Sua reputação internacional foi estabelecida em 1950, quando Sir Rudolf Bing o contratou para o Metropolitan Opera de Nova York, para abrir a temporada de 1950 como Filipe II em Don Carlos. Ele permaneceu como baixo principal no Met até 1974, representando papéis como Boris Godunov ((em inglês)) e Gurnemanz em Parsifal (em alemão), e cantando todos os papéis maiores do repertório de baixo.
Também debutou no Royal Opera House, Covent Garden, em 1950, e apresentou-se ali regularmente até meados de 1970.
Em 1953 Siepi debutou no Festival de Salzburgo com um legendário Don Giovanni regido por Wilhelm Furtwängler, encenado por Herbert Graf, com cenários de um arquiteto austríaco, chamado Clemens Holzmeister. Ele causou um impacto imediato no Festival de Salzburgo no papel-título de Don Giovanni, que se tornou, possivelmente, o seu mais famoso papel, como fora com o mais famoso baixo italiano da geração anterior, Ezio Pinza. Essa apresentação foi gravada em LP, e grande parte de sua produção foi filmada em cores e publicada em 1955.
Siepi era convidado, com freqüência, a cantar no Vienna State Opera. Em 43 "performances", cantou Don Giovanni, mais vezes que qualquer outro cantor da atualidade, exceto Eberhard Waechter. Em 1967, Siepi fez Don Giovanni em uma controversa produção, dirigida por Otto Schenk com cenários de Luciano Damiani, que mostrou a obra-prima de Mozart à luz da Commedia dell'arte e enfatizou os elementos cômicos e irônicos dessa ópera (o regente Josef Krips opôs-se veementemente a essa produção). Em Viena, cantou também Basilio (Il barbiere di Siviglia), Colline (La bohème), Fiesco (Simon Boccanegra), Figaro (Le nozze di Figaro), Padre Guardian (La forza del destino 1974 em uma nova produção regida por Riccardo Muti), Gurnemanz (Parsifal), Mephisto (Faust), Filippo II (Don Carlos), and Ramphis (Aïda). Siepi continuou a cantar no State Opera até o começo dos anos 1980.
Ele foi também um refinado recitalista, principalmente nos Community Concerts da Columbia Artist Management, e um sensível intérprete do "Lied" alemão. Casou-se com Luellen Sibley, bailarina do Metropolitan, e com ela teve dois filhos.
Siepi desfrutou de uma longa carreira e se apresentou regularmente até o começo dos anos 1980, incluindo papéis principais nos musicais da Broadway Bravo Giovanni e Carmelina. Além das suas inúmeras gravações em estúdio, existem também muitas gravações de "performances" ao vivo dos seus papéis principais. Um desentendimento com o Metropolitan parece ter tornado as gravações que incluem Siepi indisponíveis para posterior publicação, principalmente as da Flauta Mágica no papel de Sarastro e O Rapto do Serralho no papel de Osmin. Siepi, italiano de Milão, morreu no Hospital Piedmont em Atlanta, Georgia, nos Estados Unidos, em 5 de julho de 2010, uma semana após ter tido um infarto.

## Videografia
- Mozart: Don Giovanni (Grümmer, della Casa, Berger, Dermota, Edelmann; Furtwängler, Graf, 1954) VAI
- "Six Great Basses" [aria from Don Carlos, 1970] Bel Canto Society